# Abadía de San Mercuriale
La abadía de San Mercuriale (en italiano: Abbazia di San Mercuriale), también llamada iglesia de San Mercuriale, es una abadía de Italia que se encuentra en la plaza de Aurelio Saffi, en el centro de Forlì. Es el edificio religioso con mayor importancia de la ciudad.
La torre de la abadía de San Merculiare, con 75 metros de longitud, es una de las más altas del país.
El primer templo que se levantó en este sitio fue destruido por un incendio en 1173. La estructura actual se construyó con ladrillos, al estilo románico lombardo, en tan solo 7 años, lo que supuso una proeza arquitectónica casi milagrosa.
La columnata a la derecha de la iglesia forma parte del claustro de la abadía.

## Galería de imágenes

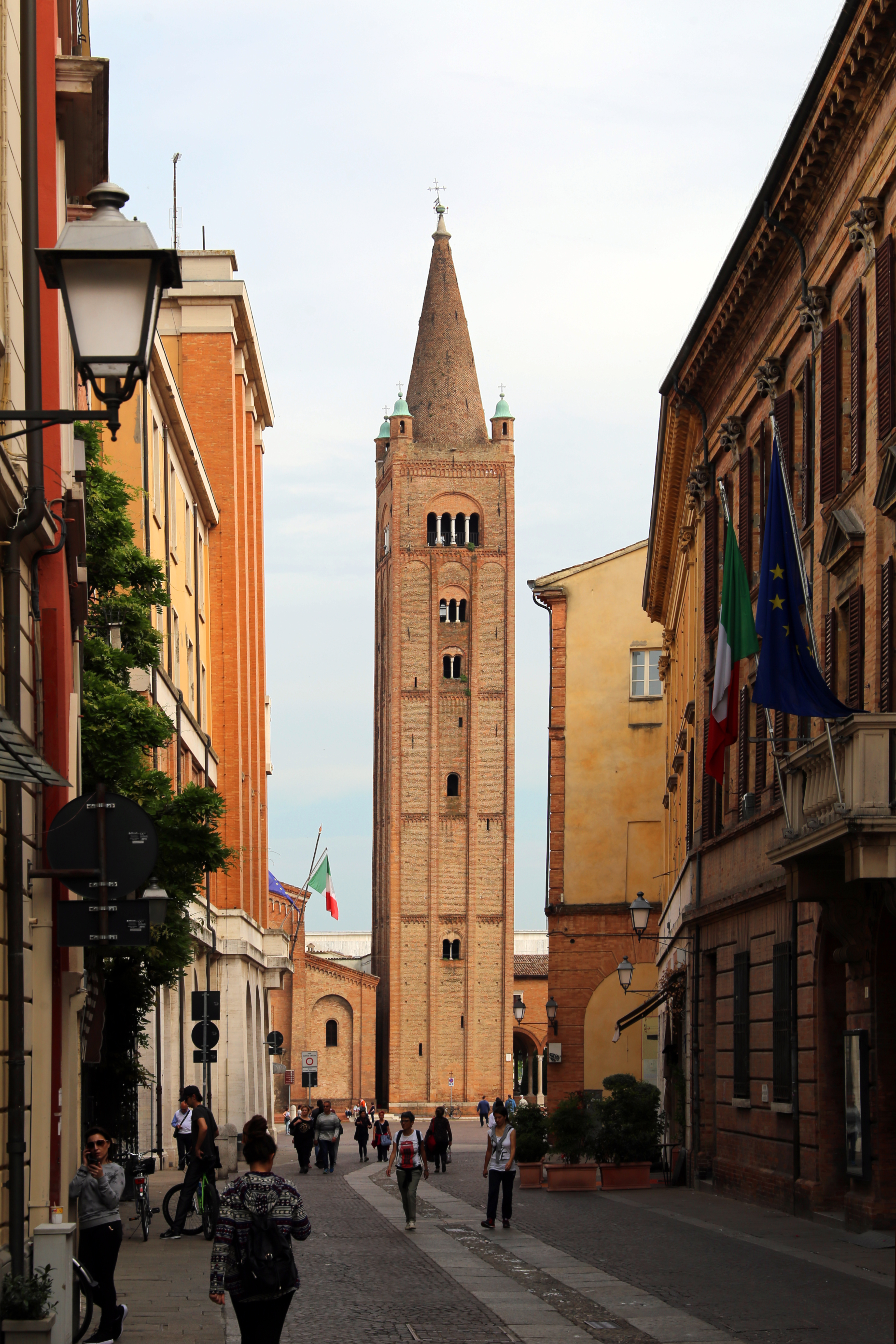
El campanario
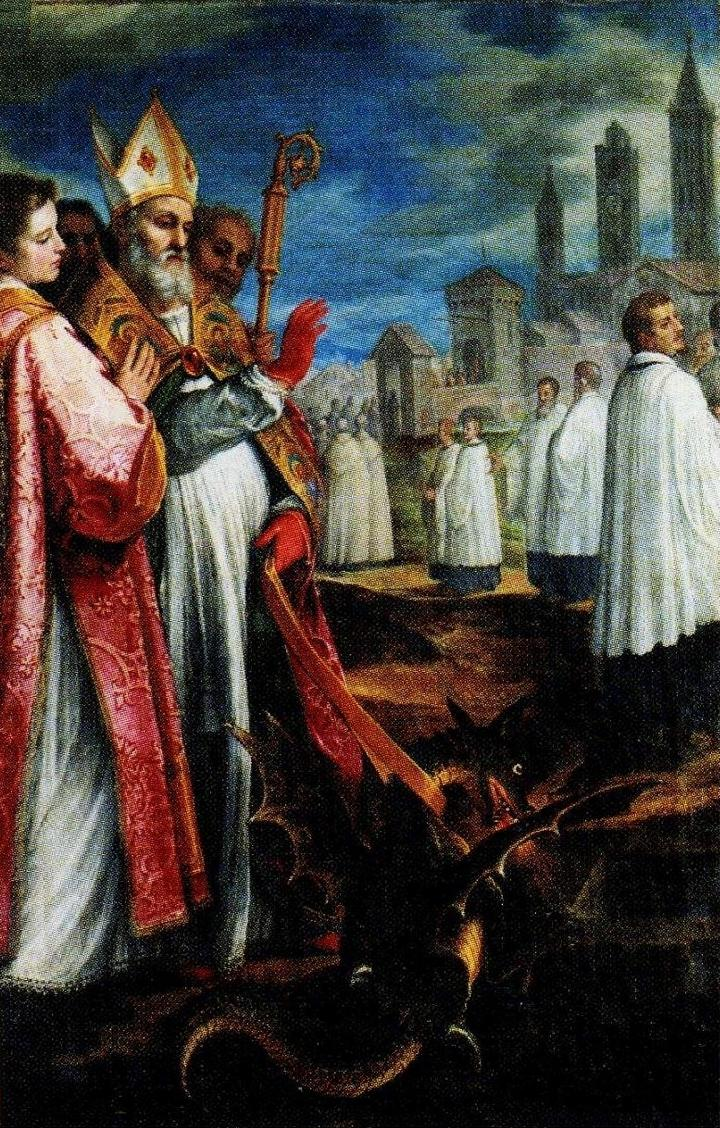
Cigoli, San Mercuriale doma il drago,  1606
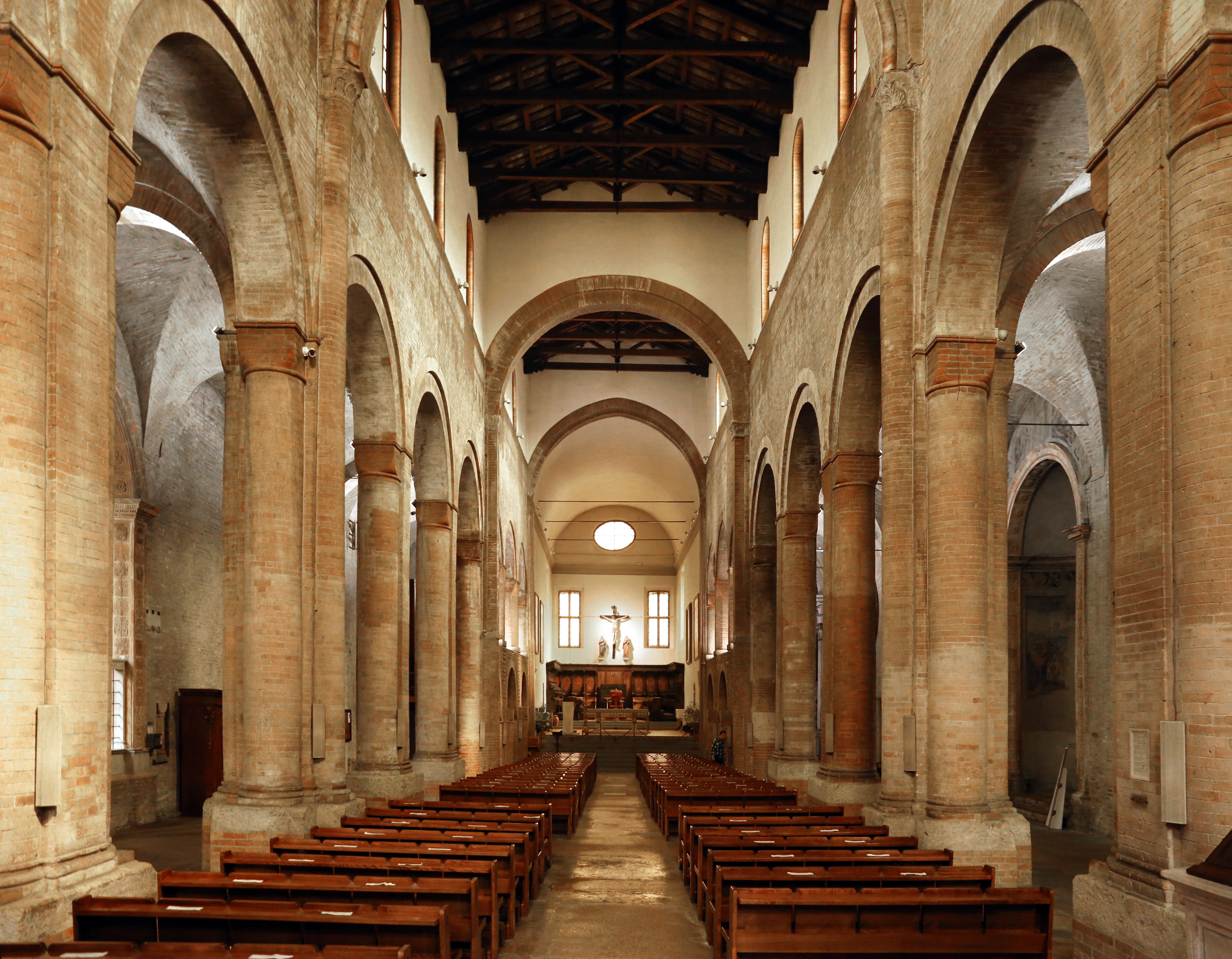
Interior de la abadía
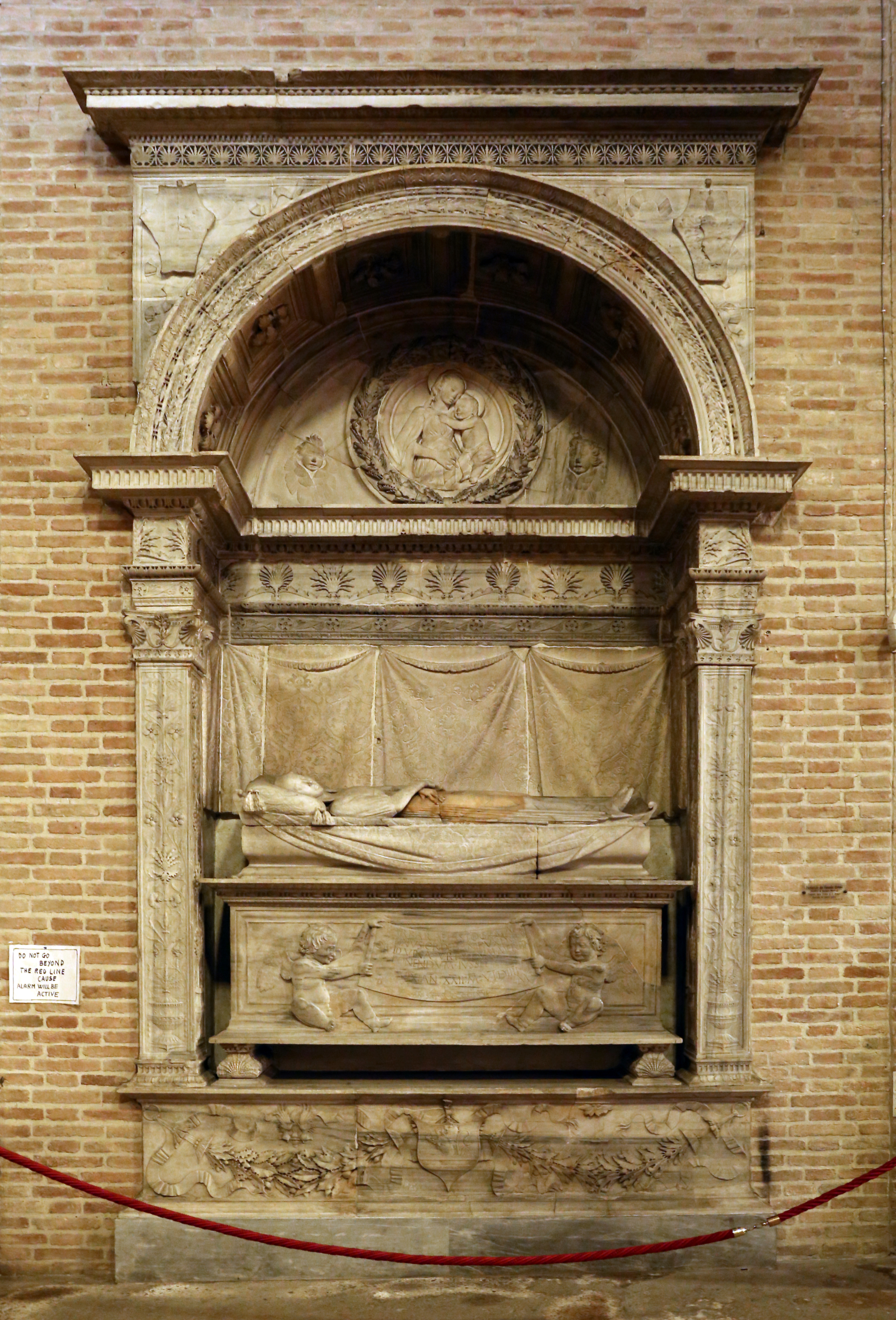
Barbara Manfredi
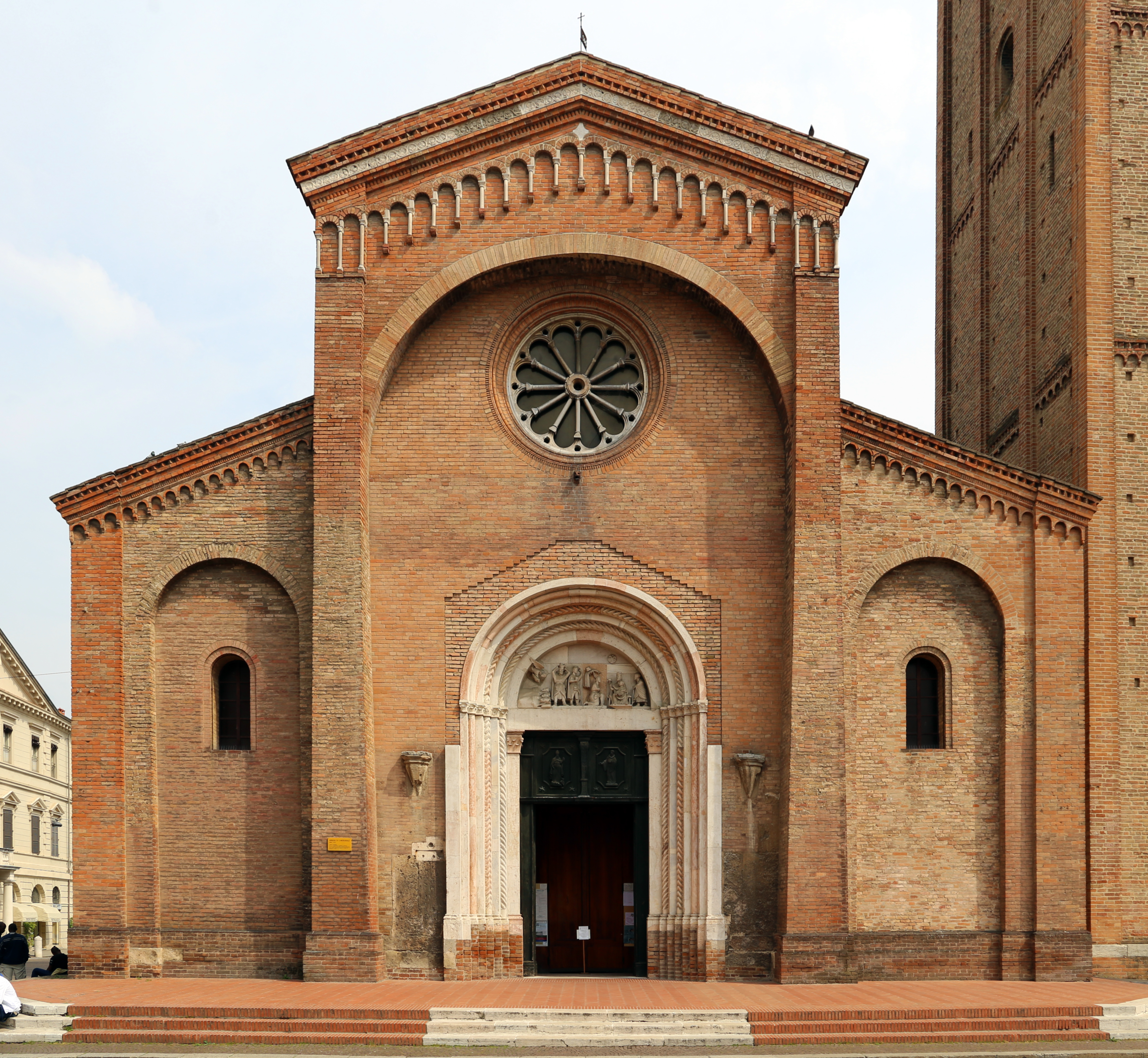
Exterior de la abadía